# Jeep Grand Cherokee
Jeep Grand Cherokee je SUV, které od roku 1993 vyrábí americká automobilka Jeep. Vůz má motor vpředu a pohon všech kol. Grand Cherokee byl první automobil značky Jeep po převzetí koncernem Chrysler. Poprvé byl představen na Detroitském autosalonu v roce 1992.

## ZJ (1993–1998)

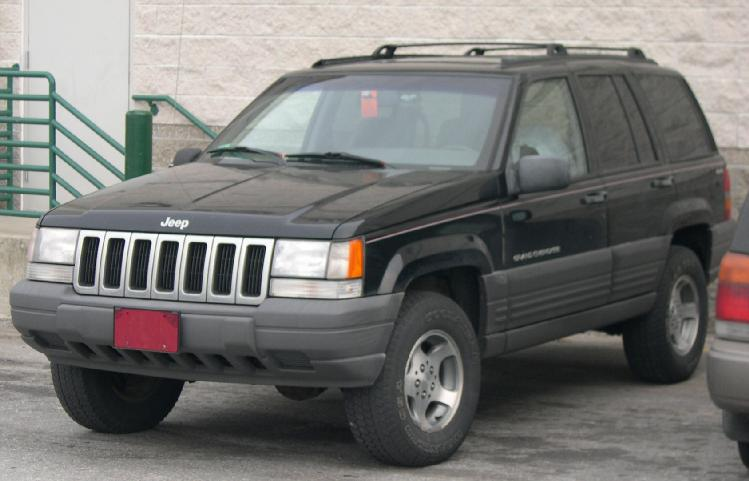
Grand Cherokee ZJ

První generace se vyráběla do roku 1998. Původně byla zamýšlena jako nástupce pro Jeep Cherokee XJ, ale pro přetrvávající zájem byly nakonec ponechány ve výrobě obě linie. Původní koncepce byla převzata (samonosná karoserie s integrovaným rámem, obě pevné nápravy, velká průchodnost terénem, relativně velká svělá výška, přitom nízké těžiště a nízká celková výška vozidla). Zvětšil se rozvor a zadní převis, tím bylo přidán prostor pro zadní pasažéry a úložný prostor. Vůz byl komfortněji naladěn pro jízdu na silnici, na rozdíl od XJ, byla nyní již i zadní náprava odpružena vinutými pružinami v pětiramenném závěsu (čtyři podélná ramena + Panhardská tyč), byla zlepšena aerodynamika. Výroba probíhala v Detroitu a pro evropský trh v Grazu v Rakousku. Na výběr byly tři stupně výbavy: Base, Laredo a Limited. Během výroby bylo prodáváno i několik speciálních edicí, jako např. Orvis, Jeep Grand Wagooner, TSI, Limited 5,9L '98, která se ve své době pyšnila titulem nejrychlejší SUV.

### Motory
- 2,5 l 425 I4 OHV TD VM Motori
- 4,0 l AMC 242 I6 OHV
- 5,2 l Chrysler Magnum V8 OHV
- 5,9 l Chrysler Magnum V8 OHV

### Rozměry
- Rozvor – 2690 mm
- Délka – 4488 mm (do roku 1995), 4500 mm
- Šířka – 1758 mm
- Výška – 1648 mm
- Váha – 1680 kg (4,0 l), 1850 kg (5,2 l)

## WJ (1999–2004)

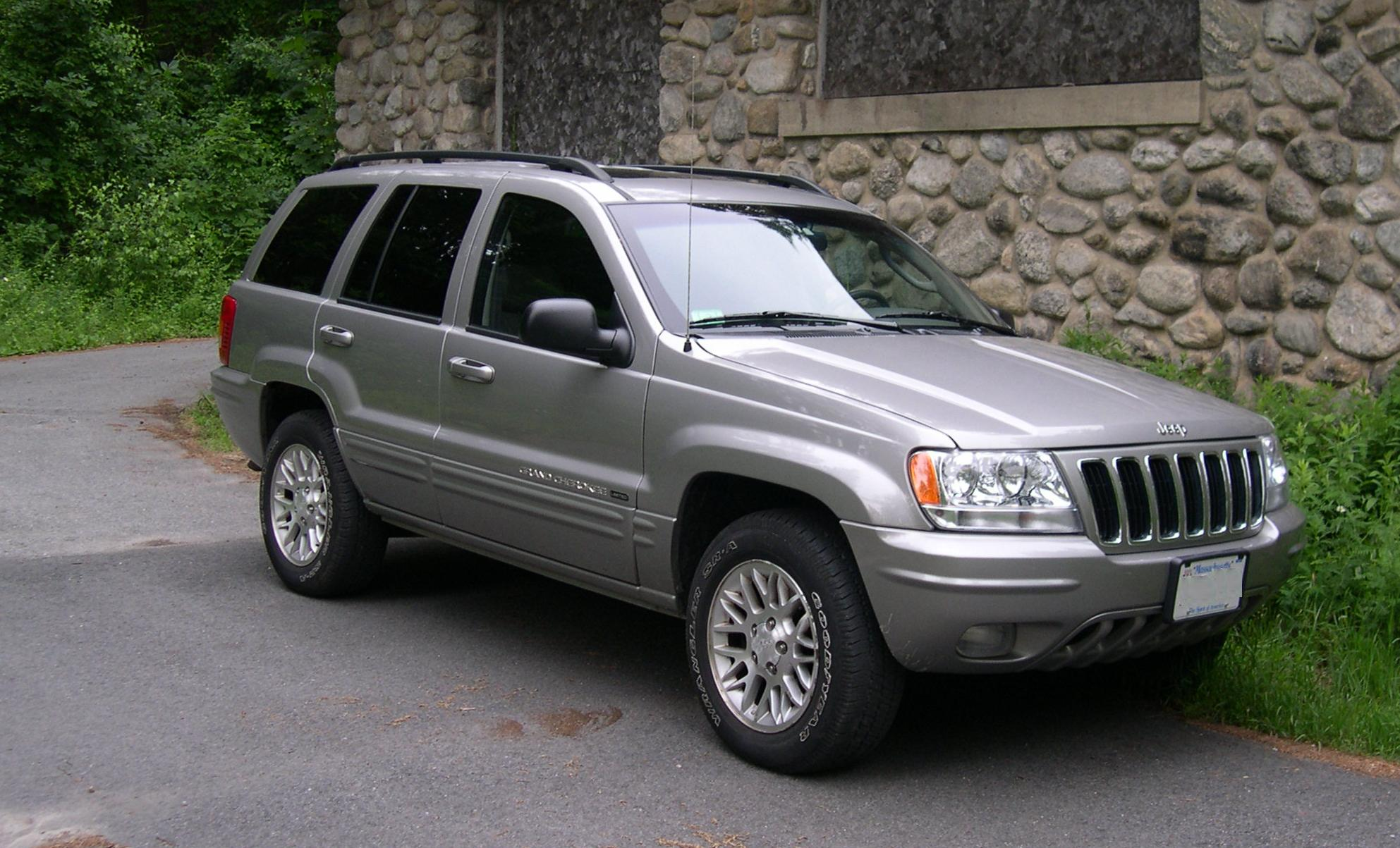
Grand Cherokee WJ

Druhá generace se vyráběla v letech 1999 až 2004. Spoustu dílů sdílela s předchůdcem. Upraveno bylo zavěšení náprav, které byly nadále pevné. Kompletně změněn byl interiér. Pro asijský trh se tento model vyráběl v Pekingu. V letech 1999–2001 byl dodáván se vznětovým agregátem 3,1TD od společnosti VM Motori, který následně  od modelového roku 2002  nahradila pohonná jednotka Mercedes-Benz 2,7 CRD .

### Motory
- 4,0 l PowerTech I6 – 140 kW
- 4,7 l PowerTech V8 – 164 kW
- 4,7 l H.O. PowerTech V8 – 190 kW
- 3,1 l OHV Turbo Diesel VM Motori – 103 kW
- 2,7 l CRD Mercedes-Benz – 120 kW

### Rozměry
- Rozvor – 2690 mm
- Délka – 4610 mm (do roku 2000), 4613 mm (do roku 2003), 4605 mm
- Šířka – 1836 mm
- Výška – 1763 mm (do roku 2000), 1786 mm
- Váha – 2050 kg

## WK (2005–2010)

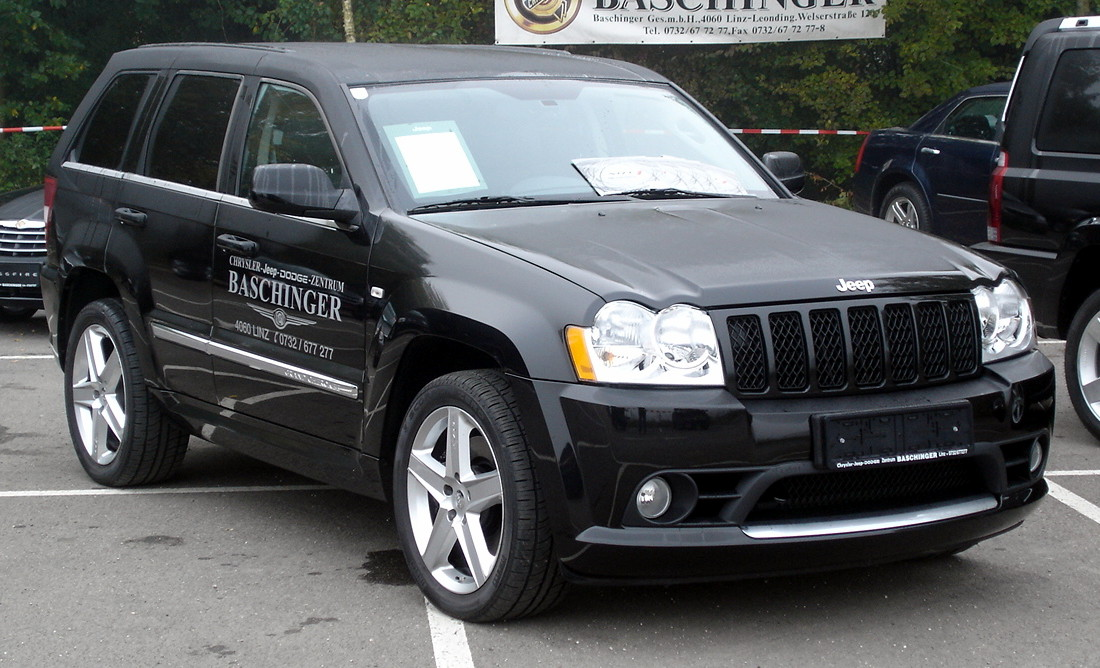
Grand Cherokee WK SRT8

Třetí generace se vyráběla do roku 2010. Zde již bylo upuštěno od tradiční offroadové přední pevné nápravy, která byla nahrazena nezávislým odpružením. Vyráběl se i sportovní model SRT8 s motorem 6,1 l Hemi V8. Ten má zrychlení z nuly na 100 km/h jen 5 sekund.

### Motory
- 3,7 l PowerTech V6
- 4,7 l PowerTech V8
- 5,7 l Hemi V8
- 6,1 l Hemi V8 (Model SRT-8), 321 kW
- 3,0 l V6 CRD Mercedes-Benz

### Rozměry
- Rozvor – 2781 mm
- Délka – 4742 mm, 4953 mm (model SRT8)
- Šířka – 1862 mm
- Výška – 1712 mm

## WK2 (2010–2022)

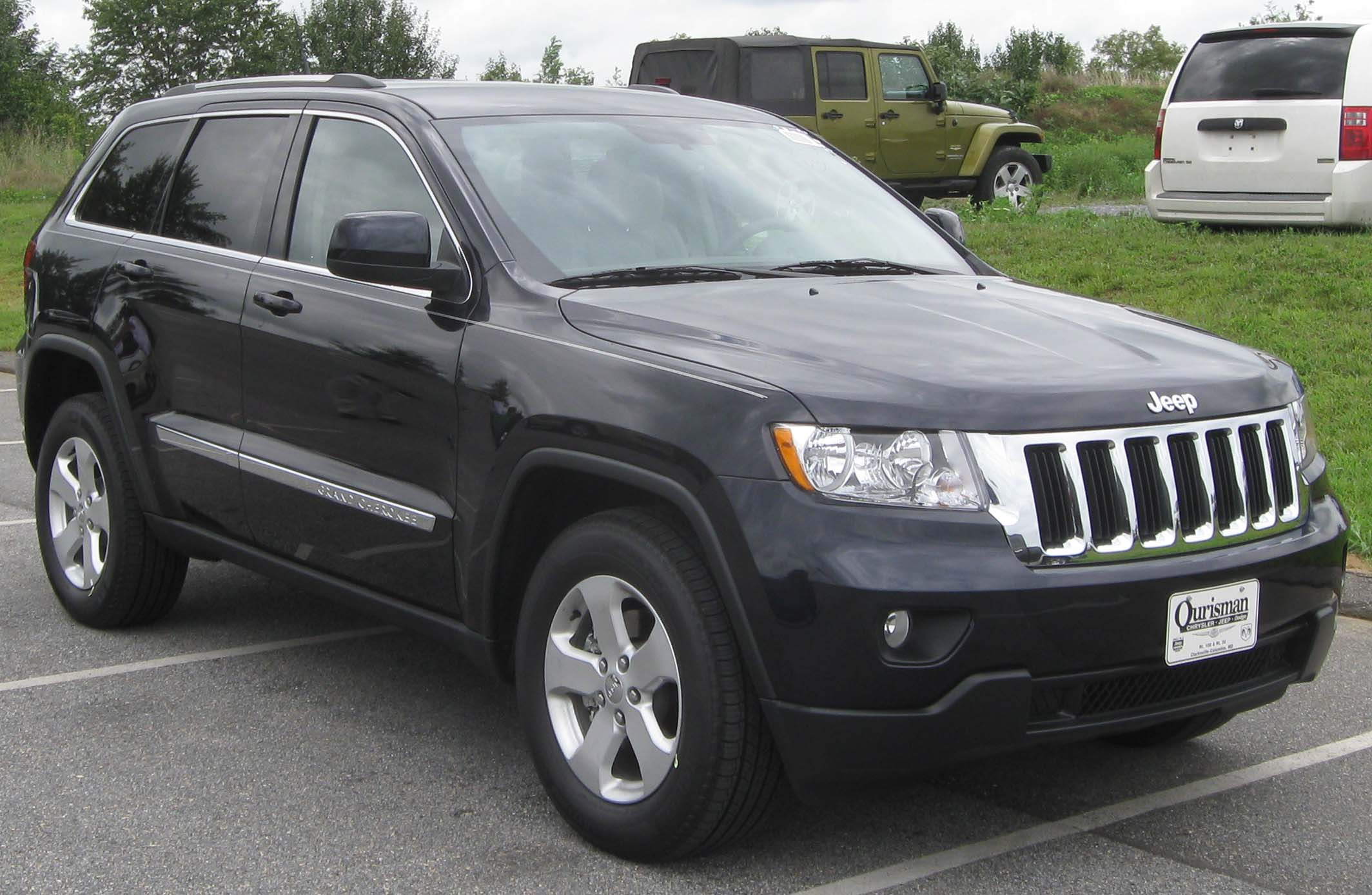
Grand Cherokee WK2

Čtvrtá generace již pod koncernem FCA Fiat-Chrysler, má uhlazenější design, s kompletně nezávislým odpružením. Vůz byl poprvé představen na autosalonu v New Yorku v roce 2009. Automobil má propracovanější aerodynamiku, což by mělo přispět ke snížení hluku a spotřeby paliva.

### Motory
- 3,0 CRD VM Motori
- 3.6 VVT – 213 kW
- 3,6 l – 209 kW
- 5,7 l HEMI – 268 kW
- 6,2 l HEMI -907hp

### Rozměry
- Rozvor – 2915 mm
- Délka – 4822 mm
- Šířka – 1938 mm
- Výška – 1762 mm

## WL (2021–současnost)
Pátá genereace modelu byla představena v lednu 2021. Vůz má od této verze dvě varianty délky vozu, základní provedení a prodlouženou verzi L se třemi řadami sedadel. Jedná se o první model Grand Cherokee s možnosti plug-in hybrídního pohonu.
- 3,6 l Pentastar V6
- 5,7 l Hemi V8
- 2,0 l GME I4-T (export) plug-in hybrid
- 2,0 l GME I4-T (4xe) plug-in hybrid

### Rozměry
- Rozvor – 2964 mm
- Délka – 4915 mm
- Výška – 1816 mm